# ویلیام هرشل

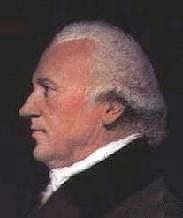
پرترهٔ ویلیام هرشل اثر جیمز شارپل

فردریک ویلیام هرشل (به انگلیسی: Frederick William Herschel) (زادهٔ ۱۵ نوامبر ۱۷۳۸ در هانوفر، آلمان - درگذشتهٔ ۲۵ اوت ۱۸۲۲ در اسلاو، انگلستان) آهنگ‌ساز و ستاره‌شناس بریتانیایی-آلمانی بود که به خاطر کشف سیارهٔ اورانوس مشهور شد. او همچنین کاشف تابش فروسرخ (مادون قرمز) نیز هست و تعدادی کشفیات دیگر در زمینهٔ ستاره‌شناسی دارد.
او ساخت تلسکوپ انعکاسی را با کمک خواهرش، کارولینه هرشل، آغاز کرد. با تلسکوپ بازتابی کوچک ۱۸سانتیمتری ساخت خودش سیاره‌ اورانوس را در سال ۱۷۸۱ کشف کرد. وی با گذراندن نور خورشید از منشور به وجود تابش فروسرخ پی برد.
ویلیام هرشل پدر کاشف، مخترع و ستاره‌ شناس نامدار بریتانیایی جان هرشل می‌باشد. پسرش جان بر روی سنگ قبر پدرش این چنین نوشت که «او سقف آسمانها را در هم کوبید».
همچنین از هرشل ۲۴ سمفونی بر جای مانده‌است.
او در سال ۱۸۱۶ لقب سر دریافت کرد. کشف دو ماهِ سیارهٔ زحل و دو ماه اورانوس (تیتانیا و اوبرون) نیز از کارهای فردریک ویلیام هرشل است اما او هیچ‌یک از آنها را نام گذاری نکرد. پس از مرگ وی، این قمرها توسط پسرش جان هرشل، نامگذاری شدند.

## کشف تابش فروسرخ
هرشل با گذراندن نور خورشید از منشور تابش فروسرخ (مادون قرمز) را کشف کرد. به این شکل که دماسنج را زیر قسمت قرمز رنگ منشور که تاریک بود گذاشت و دید که دمای دماسنج به سرعت بالا می‌رود. او این چنین نتیجه گرفت که نوعی اشعه در این بخش وجود دارد که دیده نمی‌شود و نوعی اشعه گرمایی است. پس از آن مشخص شد که بیش از ۵۰٪ انرژی منتشر شده از خورشید، به‌وسیله امواج نامریی مادون قرمز به کرهٔ زمین می‌رسد. از سوی دیگر انسان نیز بخش قابل توجهی از گرمای بدن خویش را از طریق تابش مادون قرمز با محیط اطراف مبادله می‌کند؛ در واقع شناخت تابش مادون قرمز بود که بعدها مبنای ساخت اولین سامانه‌های گرمایش تابشی مدرن را فراهم نمود.

## ترسیم نقشه راه شیری
ویلیام هرشل اولین کسی بود که نقشه‌ی راه شیری را از منظر کسی که از خارج به آن می‌نگرد ترسیم نمود.تصویر بشقابی آن به عنوان طرح«سنگ آسیاب» مشهور شد.